# 猪飼清六
猪飼 清六（いかい せいろく、1878年4月15日 - 1961年5月31日）は、日本の政治家。参議院議員（1期）。

## 経歴
滋賀県出身。1901年東京専門学校法律科卒。滋賀県議、滋賀郡伊香立村（のち堅田町、現・大津市）長、江若鉄道(株)取締役、(株)滋賀県農工銀行監査役、産業組合中央金庫評議員、滋賀県組合金庫統制団理事長、同県農業会副会長、全国農業会、農林中央金庫各監事などを務める。
1947年の第1回参議院議員通常選挙において滋賀県地方区から無所属で立候補して当選。当選後は無所属倶楽部に入り、無所属懇談会を経て、緑風会に入った。しかし、間もなく公職追放となり、7月2日に辞職した。
追放解除後は滋賀県経済連、全国販売農業協同組合の各会長を歴任した。